# No. 1 Croydon
No. 1 Croydon (precedentemente chiamato NLA Tower, e colloquialmente anche 50p Building, il Weddingcake o Threepenny bit) è un palazzo al 12–16 Addiscombe Road, Croydon, Greater London, vicino alla East Croydon station. Fu progettato da Richard Seifert & Partners e completato nel 1970. Ha 24 piani ed è alto 269 piedi (82 m). 'NLA' stava per 'Noble Lowndes Annuities'. Era uno dei tanti nuovi edifici costruiti nella città in crescita di Croydon negli anni '60.

## Progetto di restauro
All'inizio del 2007 è stato completato un programma di ristrutturazione da oltre 3,5 milioni di sterline, che comprendeva un progetto di pulizia esterna di sei mesi, una nuova hall, aree verdi e aree comuni e il rinnovo dei primi dieci piani per fornire 6.925 m² di area da adibire ad uffici con aria condizionata.
Gran parte del lavoro si è concentrato sul miglioramento estetico della facciata, in quanto il palazzo fu inserito in un programma di Channel 4 come una delle maggiori "brutture" del Regno Unito. Un portavoce della ditta di restauro di edifici Triton dichiarò che: "Il lavoro era in corso per porvi rimedio e rispettare il budget."

## Utilizzo
Il No. 1 Croydon è occupato da numerose società ed organizzazioni, tra cui Atkins, Directline holidays, HotGen, dotmailer, Natterbox e Global Resourcing.

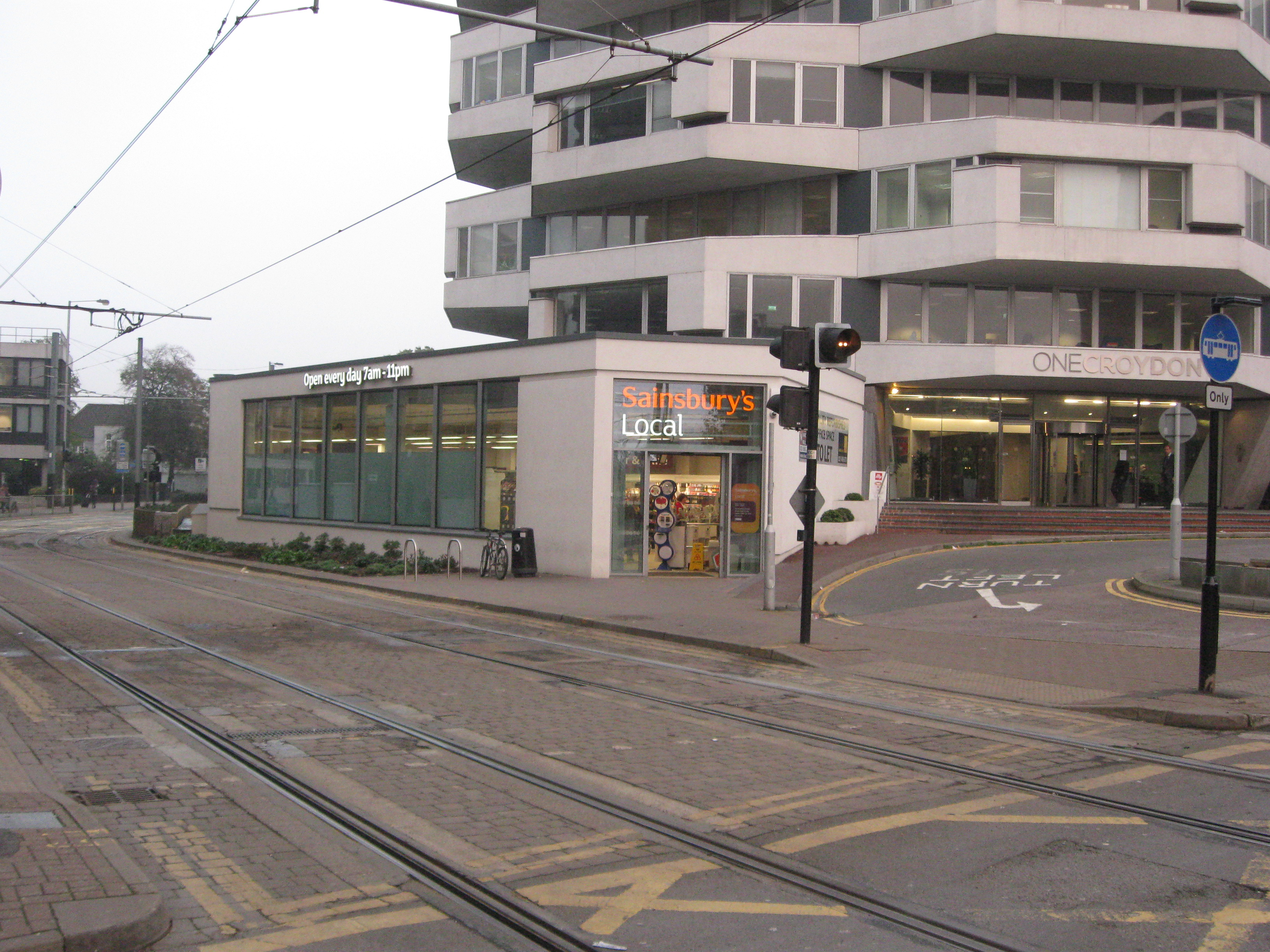
L'estensione dell'edificio ospitante il negozio Sainsbury

Nel novembre 2014, un Sainsbury's Local fu aperto in una parte dell'ex cortile sul lato nord dell'edificio, facente a tutti gli effetti parte della struttura. Il nuovo edificio ha suscitato aspre critiche sia per motivi estetici sia per motivi di sicurezza dovuta alla sua eccessiva vicinanza ai binari del Tram.

## Altri nomi
No. 1 Croydon originariamente era noto colloquialmente come Threepenny Bit Building, a causa della sua somiglianza con un numero di monete da tre penny sovrapposte. Dopo la decimalizzazione che ha soppresso l'uso delle monete da 3 penny, l'edificio ha ottenuto il soprannome di 50p Building, in quanto ricorda anche una pila di pezzi da 50p divenuti adesso più familiari; è anche indicato come The Wedding Cake (La Torta Nuziale).  La somiglianza con le monete a tre penny e 50p è approssimativa, poiché i piani dell'edificio sono ottagonali (8 facce) mentre le monete da tre penny erano dodecagonali (12 facce) e le monete da 50p sono ettagonali (7 facce).

## Nella cultura di massa
L'edificio è stato utilizzato come scena rappresentante Croydon nella sigla di apertura della sitcom inglese degli anni '80 Terry and June. Appare inoltre in Black Mirror, Bandersnatch, come sede degli uffici dello sviluppatore di videogame Tuckersoft.

## Patrimonio
È stata intrapresa una campagna, sostenuta dalla Twentieth Century Society, per inserire l'edificio nella lista dei patrimoni inglesi ma la domanda è stata respinta dall'English Heritage nel 2013.